# 贪竹丛鼠
贪竹丛鼠（学名：Olallamys edax）是啮齿目棘鼠科中的一种，分布于委内瑞拉海拔2000米以上的山区，夜行，树栖。